# Dick Laan (politicus)
Theodorus (Dick) Laan (Venhuizen, 1 april 1922 - Hoorn, 12 september 1990) was een Nederlandse politicus. Hij was voor de Katholieke Volkspartij (KVP) acht jaar lid van de Tweede Kamer en twaalf jaar van het college van Gedeputeerde Staten van de provincie Noord-Holland.

## Biografie
Laan was de zoon van een vrachtrijder/verhuizer en een kruidenierster in een gezin met negen kinderen. Hij volgde de MULO-A en -B aan de R.K. MULO-school in Hoorn en deed in 1950 staatsexamen HBS-A. Van 1950 tot 1954 studeerde hij politieke wetenschappen aan de Gemeentelijke Universiteit Amsterdam.
Hij werkte eerst als kruidenier in het bedrijf van zijn ouders. Van 2 september 1946 tot 4 september 1962 was hij lid van de gemeenteraad van Venhuizen, waar hij van 6 september 1949 tot 4 september 1962 wethouder was. Hij was lid van de Provinciale Staten van Noord-Holland van 6 juli 1954 tot 2 juni 1978. Laan was van 2 juni 1966 tot 2 juni 1978 ook lid van het college van Gedeputeerde Staten. Hij hield zich er bezig met sociaal-hygiënische aangelegenheden, landbouw, financiën en maatschappelijk werk. Hij was directeur van de Stichting Opbouw Katholiek Noord-Hollands Noorderkwartier in Hoorn van 1955 tot juni 1966.
Van 20 maart 1959 tot 22 februari 1967 was hij lid van de Tweede Kamer. Hij was hier voor zijn partij woordvoerder maatschappelijk werk en hield zich daarnaast vooral bezig met hoger onderwijs (studentenvoorziening, studiefinanciering) en volksgezondheid. In 1964 stemde Laan in de Tweede Kamer voor het amendement-Scheps, waardoor de Bijlmermeer bij de gemeente Amsterdam werd gevoegd.
In juni 1966 werd hij gedeputeerde van de provincie Noord-Holland, een functie die hij tot in 1976 zou vervullen.
Laan was een van de vier KVP'ers die op 14 oktober 1966 tijdens de Nacht van Schmelzer tegen de motie-Schmelzer stemden. Het hielp niet te voorkomen dat het kabinet-Cals viel.
Hij was van 30 maart 1967 tot 20 juni 1975 vicevoorzitter van de KVP en waarnemend voorzitter van 14 juli tot 27 november 1971 en van 24 maart tot 20 juni 1975.

## Nevenfuncties
- Lid Raadgevende Vergadering van de Raad van Europa en West-Europese Unie (1959-1967)
- Voorzitter Stichting Koepelkerk, Hoorn

## Privé
De rooms-katholieke Laan trouwde in 1950 en kreeg zes zonen en twee dochters.
- Biografisch Portaal: 51131121
- Parlement.com: vg09ll2mh809